# Processo de Paz de Luanda
O Processo de Luanda, também conhecido como Diálogo de Luanda, Roteiro de Luanda ou Processo de Paz de Luanda, foi uma série de negociações e acordos diplomáticos conduzidos sob os auspícios de Angola entre julho de 2022 e março de 2025, com o apoio da Comunidade de Desenvolvimento da África Austral (SADC) e outros atores regionais.
O Processo de Luanda visava aliviar as tensões e promover a paz e a segurança no leste da República Democrática do Congo (RDC), em resposta ao ressurgimento do grupo rebelde Movimento 23 de Março (M23) e às crescentes tensões entre a RDC e Ruanda.
Como parte do processo, diversas cúpulas e reuniões foram realizadas a partir de 2022 na cidade de Luanda, sob a mediação do presidente angolano João Lourenço, nomeado facilitador pela União Africana. Essas conversações reuniram os líderes de ambos os países, bem como representantes de várias organizações regionais. Resultarão em compromissos para aliviar as tensões, o estabelecimento de mecanismos de monitoramento do cessar-fogo e apelos para a retirada de grupos armados, particularmente o M23, das áreas ocupadas. Contudo, o M23, ausente das negociações, frequentemente rejeita esses acordos. Iniciativas políticas e militares serão coordenadas para estabilizar o leste da RDC, incluindo planos para neutralizar as Forças Democráticas para a Libertação de Ruanda (FDLR) e desengajar as forças em conflito. Apesar desses esforços, desentendimentos persistentes complicaram as negociações.
Em 8 de fevereiro de 2025, em uma cúpula conjunta da Comunidade da África Oriental (CAO) e da SADC, foi tomada a decisão de fundir o Processo de Luanda com o Processo de Nairóbi. Em 24 de março de 2025, Angola anunciou que encerraria seus esforços de mediação, após vários fracassos notáveis.

## Contexto
O leste da República Democrática do Congo (RDC) é uma região rica em recursos que tem sido assolada por conflitos persistentes durante décadas. Esses conflitos decorrem de fatores complexos: queixas históricas, tensões étnicas, interesses locais, nacionais e internacionais, e a cobiça por recursos naturais. As raízes do conflito remontam à década de 1990, com tensões entre comunidades autóctones e aquelas de origem ruandesa, principalmente os hútus baniaruandas, causando milhares de mortes em Quivu do Norte. A situação piorou em 1994, após o genocídio dos tutsis em Ruanda, com a chegada ao leste do Zaire de aproximadamente um milhão de refugiados hutus ruandeses, entre os quais estavam forças genocidas. Esta chegada massiva desestabilizou a região, alterando alianças locais e reacendendo conflitos étnicos, que levaram directamente à Primeira e a Segunda guerras do Congo (1996-2003). Essas guerras envolveram vários Estados africanos e resultaram em deslocamentos em massa de civis, massacres e violações de direitos humanos. Posteriormente, a presença de grupos armados, como o Movimento 23 de Março (M23), e as tensões com Ruanda alimentaram um ciclo de violência na região dos Quivus, afetando principalmente as populações locais. A situação de segurança deteriorou-se a partir de 2022 com o ressurgimento do M23, que, apoiado pelo exército ruandês, lançou uma ofensiva em Quivu do Norte contra as Forças Armadas da República Democrática do Congo (FARDC). Essa escalada levou a uma grave crise humanitária, com milhares de pessoas deslocadas e infraestruturas destruídas.

## História
O Processo de Luanda é uma iniciativa diplomática lançada sob a mediação do presidente angolano João Lourenço, nomeado facilitador pela União Africana. Este processo visa resolver tensões e conflitos no leste da República Democrática do Congo (RDC) através de uma série de cimeiras e acordos entre as partes envolvidas.

### Cimeira Tripartite (julho de 2022)
Em julho de 2022, realizou-se em Luanda, sob os auspícios do presidente angolano João Lourenço, uma cimeira tripartite, organizada por Angola, entre o presidente congolês Félix Tshisekedi e o presidente ruandês Paul Kagame.  Esta reunião resultou num compromisso com a desescalada e num mecanismo de monitorização do cessar-fogo. No dia seguinte, o cessar-fogo foi imediatamente violado no terreno, com o Movimento 23 de Março (M23) a tomar Kanyabusoro, uma localidade no território de Rutshuru, enquanto os rebeldes indicaram que não estavam comprometidos "com o cessar-fogo decidido em Luanda por líderes políticos que não os representam". 

### Mini-Cimeira de Luanda (novembro de 2022)
Em Novembro de 2022, realizou-se em Luanda uma mini-cimeira que reuniu João Lourenço, Félix Tshisekedi, o Presidente do Burundi, Évariste Ndayshimiye, na qualidade de Presidente da Comunidade da África Oriental (EAC), e o facilitador da Comunidade da África Oriental, o queniano Uhuru Kenyatta. O Ruanda foi representado pelo seu Ministro dos Negócios Estrangeiros, Vincent Biruta, e Paul Kagame, embora esperado, não fez a viagem.
O principal objetivo desta mini-cimeira foi estabelecer um calendário para a implementação de ações prioritárias para a cessação das hostilidades e a retirada imediata do M23 das localidades congolesas ocupadas. Esta mini-cimeira reafirma a necessidade de uma retirada imediata do M23 das áreas ocupadas e de um diálogo político inclusivo para estabilizar a região. Um acordo de cessar-fogo é imposto ao M23, com a ameaça de intervenção da força regional da Comunidade da África Oriental (CAO) em caso de incumprimento. O M23, não tendo participado nas negociações, declara que não está vinculado a este acordo.

### Reunião Quadripartite (junho de 2023)
Em junho de 2023, uma reunião quadripartite que reuniu membros da Comunidade da África Oriental (CAO), da Comunidade Econômica dos Estados da África Central (CEEAC), da Conferência Internacional sobre a Região dos Grandes Lagos (CIRGL) e da Comunidade de Desenvolvimento da África Austral (SADC) concordou em harmonizar iniciativas políticas e militares relativas à crise no leste da RDC.

### Relançamento do Processo de Luanda e Acordo de Cessar-fogo (março - setembro de 2024)
Em março de 2024, o presidente angolano, João Lourenço, recebeu Paul Kagame para relançar o Processo de Luanda e restabelecer o diálogo entre Ruanda e a RDC, cujas relações estavam tensas. Em 30 de julho de 2024, foi negociado um acordo de cessar-fogo entre Quinxassa e Quigali, por intermédio  de Angola. O cessar-fogo entraria em vigor em 4 de agosto, imediatamente após o fim da trégua humanitária, introduzida em 5 de julho de 2024, que foi parcialmente respeitada. O acordo previa também a implementação de um plano para a neutralização das Forças Democráticas para a Libertação de Ruanda (FDLR) pela RDC, e os signatários concordaram em trabalhar num plano para a retirada das forças em conflito na região. No dia seguinte ao anúncio deste acordo, a Aliança do Rio Congo (AFC), uma coalizão de grupos armados da qual o M23 faz parte, indicou que não estava diretamente envolvida neste acordo, não tendo participado de seu desenvolvimento.

### Reuniões entre as delegações da RDC e do Ruanda (setembro - novembro de 2024)
De 14 a 15 de setembro de 2024, realizar-se-á em Luanda uma nova reunião entre os ministros das Relações Exteriores da República Democrática do Congo e do Ruanda, sem, no entanto, se alcançarem progressos significativos. As discussões centrar-se-ão no relatório dos peritos de inteligência, no Plano Harmonizado para a Neutralização das Forças Democráticas de Libertação do Ruanda (FDLR) e na retirada das forças ruandesas do território congolês. A mediação angolana apresentará também um relatório sobre as discussões entre a Aliança do Rio Congo (AFC) e os conselheiros  do presidente angolano, realizadas de 31 de agosto a 3 de setembro de 2024 em Luanda. A AFC considera que o processo de Luanda seria insuficiente se não abordasse os desafios internos da RDC e exige um diálogo direto com as autoridades congolesas. Em resposta, Quinxassa reafirmou a sua abertura às negociações de paz, rejeitando ao mesmo tempo o diálogo directo com o M23, e considerou sanções econômicas contra Quigali, bem como o reforço do processo de Nairobi como alternativa.

#### Estabelecimento de um Mecanismo de Verificação RDC-Ruanda e um Conceito de Operações
Em 5 de novembro de 2024, em Goma, os ministros das Relações Exteriores da RDC e de Ruanda lançaram oficialmente o Mecanismo de Verificação Ad Hoc Reforçado (MAE-R), sob mediação angolana, para monitorar a situação de segurança no leste da RDC. Em 25 de novembro, um conceito de operações (CONOPS) foi assinado pelos ministros das Relações Exteriores dos dois países em Luanda, sob a mediação do presidente angolano. Este documento, desenvolvido por especialistas militares e de inteligência, prevê ações direcionadas contra as Forças Democráticas para a Libertação de Ruanda (FDLR) e a retirada gradual das forças ruandesas da RDC.

### Cimeira de Luanda cancelada (dezembro de 2024)
Após vários meses de discussões entre os diplomatas do Ruanda e da República Democrática do Congo (RDC), uma reunião tripartite envolvendo Félix Tshisekedi, Paul Kagame e João Lourenço foi agendada para 15 de dezembro de 2024, em Luanda. No entanto, as negociações preliminares entre os chanceleres dos dois países, realizadas no dia anterior, fracassaram. Como resultado, Kagame decidiu não viajar a Luanda, acreditando que a cimeira "já não era pertinente", o que levou ao cancelamento de última hora da reunião.

### Fim do processo de Luanda e última tentativa de mediação (fevereiro - março de 2025)

#### Fusão dos Processos de Luanda e Nairobi
Em 8 de fevereiro de 2025, a fusão do Processo de Luanda com o Processo de Nairobi foi decidida numa cimeira conjunta da Comunidade da África Oriental (CAO) e da SADC. Esta fusão visa permitir uma melhor coordenação entre a SADC e a CAO, e assim reforçar a unidade dos esforços regionais para resolver a crise no leste da RDC.

#### Última tentativa de mediação
Em 11 de março de 2025, Angola anunciou que pretendia se reunir com o M23 para que negociações diretas pudessem ser realizadas entre a República Democrática do Congo e o M23 visando estabelecer uma paz definitiva no leste da RDC. Esta iniciativa seguiu uma visita do presidente congolês Félix Tshisekedi a Luanda, que até então sempre se opôs a quaisquer discussões diretas com o M23. O grupo rebelde acolheu favoravelmente este anúncio, enquanto o governo congolês, embora relutante, tomou nota desta abordagem sem se comprometer explicitamente. O M23 insistiu na necessidade de um compromisso público do presidente congolês para negociações diretas, afirmando que somente estas levariam a uma solução duradoura para o conflito. O presidente angolano João Lourenço apelou a um cessar-fogo efetivo à meia-noite de 16 de março para facilitar as conversações agendadas para 18 de março em Luanda, mas este apelo de cessar-fogo continuou sem resposta por parte dos beligerantes. O M23 denunciou na rede social X o bombardeamento de áreas densamente povoadas, até à data não confirmado, que, segundo Lawrence Kanyuka, porta-voz do grupo, demonstraria "a vontade do regime de Quinxassa de torpedear o tão esperado diálogo". A 17 de março, na sequência do anúncio de sanções europeias contra os líderes do M23, e embora Kanyuka tivesse anunciado anteriormente que uma delegação do M23 iria a Luanda, o movimento rebelde declarou que não participaria nas discussões, afirmando que “as sucessivas sanções impostas aos nossos membros, incluindo as adotadas na véspera das discussões de Luanda, comprometem seriamente o diálogo direto e impedem qualquer progresso”, denunciando também a continuação de uma "campanha belicista" por Quinxassa. O envio de uma delegação da RDC a Luanda mantém-se, segundo a porta-voz do governo congolês, Tina Salama.

#### Retirada das mediações por Angola
Em 24 de março de 2025, Angola anunciou o fim da mediação entre a República Democrática do Congo e Ruanda, dois meses após assumir o comando da União Africana. O Presidente João Lourenço acredita que é tempo de Angola se concentrar nas prioridades continentais Esta decisão segue dois fracassos notáveis: a reunião perdida em dezembro de 2024 entre Félix Tshisekedi e Paul Kagame, que não compareceram, e o boicote das negociações pelos rebeldes do M23 em 18 de março de 2025, em protesto contra as sanções europeias.  A crescente desconfiança entre Quigali e Luanda também teria complicado a mediação. 

## Nota
- Este artigo foi inicialmente traduzido, total ou parcialmente, do artigo da Wikipédia em francês cujo título é «Processus de Luanda».